# Амасонас (щат, Венецуела)
Амасо̀нас (на испански: Amazonas) е един от 23-те щата на южноамериканската държава Венецуела. Намира се в южната част на страната. Общата му площ е 177 617 км², а населението е 187 852 жители (по изчисления за юни 2017 г.), и обхваща област от 2779 км2 което е по-малко от 1% от населението на Венецуела. Основан е през 1994 г. Столица щата е Пуерто Аякучо.